# Saint-Germain-des-Prés (stanice metra v Paříži)
Saint-Germain-des-Prés je nepřestupní stanice pařížského metra na lince 4 v 6. obvodu v Paříži. Nachází se pod Boulevardem Saint-Germain mezi křižovatkami s ulicemi Rue de Rennes a Rue du Four.

## Historie
Stanice byla otevřena 9. ledna 1910 jako součást úseku Châtelet ↔ Raspail, který spojil do té doby oddělenou severní a jižní část linky.

## Název
Stanice byla pojmenována po kostelu Saint-Germain-des-Prés, vedle kterého se nachází. Původní baziliku nechal vystavět Childebert I. na žádost pařížského biskupa svatého Germana, který je zde pohřben, a po němž je dnešní kostel pojmenován. Přípona des Prés (v lukách) byla připojena proto, aby se tento kostel stojící tehdy na předměstí, odlišil od kostela stejného zasvěcení ve městě.

## Vstupy

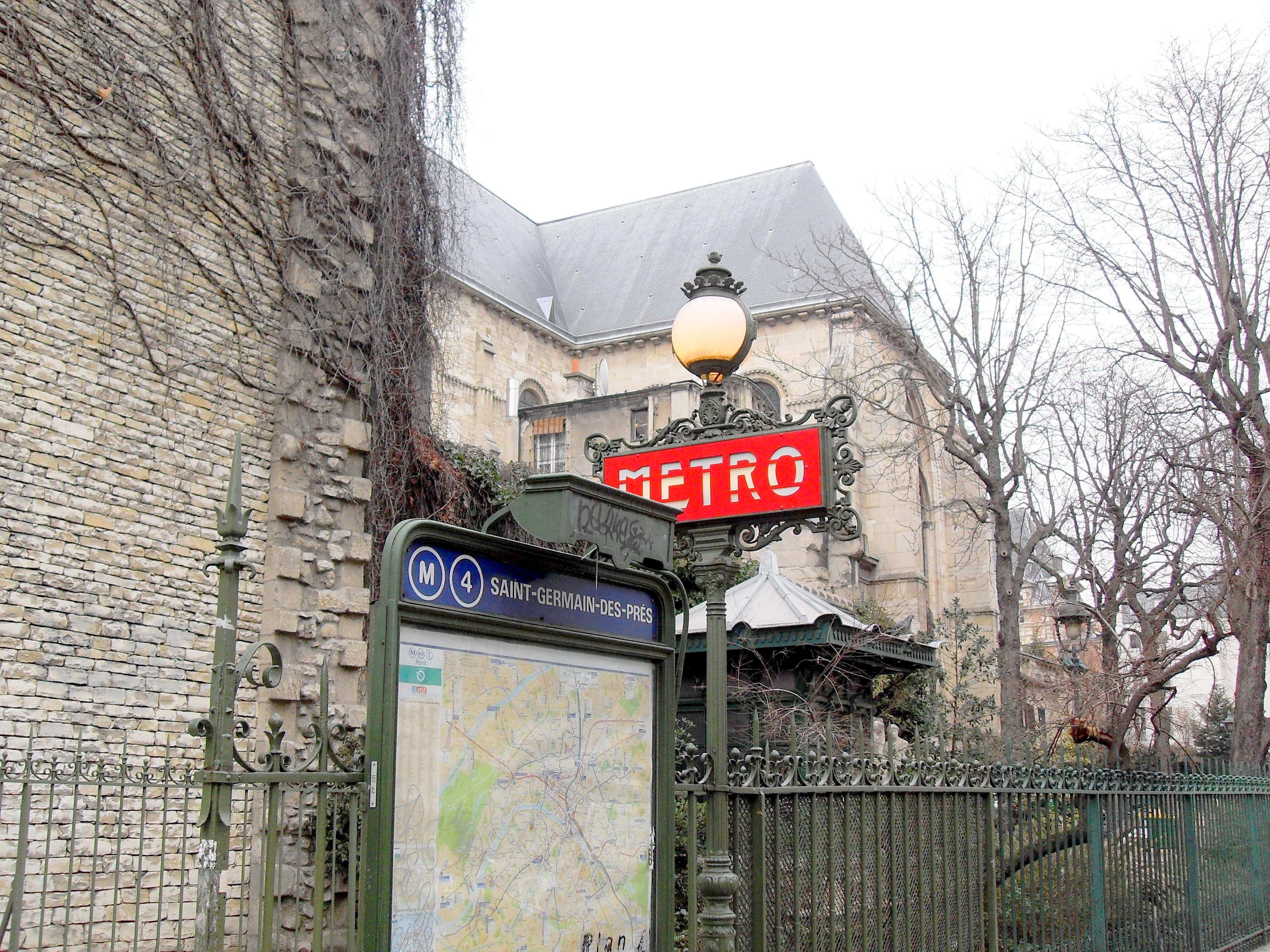
Vstup do stanice vedle kostela

Stanice má dva vchody přímo u kostela na Boulevardu Saint-Germain u domů č. 147 a 168bis.
Oba vchody této stanice jsou vybaveny původními vzácnými lampami typu Val d'Osne (na rozdíl od mnohem rozšířenějších lamp Dervaux). Stanice metra jimi byly vybavovány v letech 1909-1923, ale postupem doby byly nahrazeny, takže dnes se jich dochovalo jen málo.

## Zajímavosti v okolí
- Saint-Germain-des-Prés
- Café de Flore - známá kavárna, jejímiž častými hosty bývali např. Jean-Paul Sartre a Simone de Beauvoir
- Les Deux Magots - rovněž kavárna, kde se scházali spisovatelé, intelektuálové a umělci (např. Paul Verlaine, Arthur Rimbaud, André Gide, Ernest Hemingway, Albert Camus, Pablo Picasso nebo Umberto Eco)